# ⑦ Berryz TIMES
「⑦ Berryz TIMES」（⑦ Berryz タイムス）是日本的女子偶像組合Berryz工房的第6枚原創專輯。於2011年3月30日發行。唱片公司為PICCOLO TOWN。

## 概要
- 與上一張專輯「6th 吼叫專輯」相距約1年。
- 收錄第23張單曲「認真Bomber!!」至第25張單曲「成為女主角吧!」，一共3首A面曲，以及電影「閃電十一人 最強軍團王牙來襲」的片尾曲「Magical Future!」，共10首曲目。
- 本作分「初回限定盤」和「CD盤」2種版本
- 「初回限定盤」收錄了單曲「成為女主角吧!（各成員 Album Ver.）」的PV和「成為女主角吧!（Live ver.）」。
- 在4月11日於公信榜專輯週排行榜取得第10位。

## 收錄內容

### CD（初回限定盤・CD盤）
1. 一丁目搖滾!（一丁目ロック！）
（作詞・作曲：淳君 編曲：朝井泰生）
2. 成為女主角吧!（ヒロインになろうか!）
（作詞・作曲：淳君 編曲：大久保薫）
25th單曲
3. BOMB BOMB JUMP
（作詞・作曲：淳君 編曲：平田祥一郎）
4. 那純白色的雲 (真っ白いあの雲)
（作詞・作曲：淳君 編曲：板垣祐介）
5. 認真Bomber!! （本気ボンバー!!）
（作詞・作曲：淳君 編曲：板垣祐介）
23th單曲・動畫《閃電十一人》的片尾曲、遊戲《閃電十一人3 挑戰世界！！》的片尾曲
6. 女生之夜 （女子会 The Night）
（作詞・作曲：淳君 編曲：平田祥一郎）
7. Girls Times（ガールズタイムス）
（作詞・作曲：淳君 編曲：藤澤慶昌）
8. 女生的驕傲（女のプライド）
（作詞・作曲：淳君 編曲：平田祥一郎）
9. Shining Power（シャイニング パワー）
（作詞・作曲：淳君 編曲：鈴木俊介）
24th單曲・動畫《閃電十一人》的片尾曲
10. Magical Future! (マジカルフューチャー!）
（作詞・作曲：淳君 編曲：平田祥一郎）
電影《閃電十一人 最強軍團王牙來襲》的片尾曲

### DVD
1. 成為女主角吧!（清水佐紀 Album Ver.）
2. 成為女主角吧!（嗣永桃子 Album Ver.）
3. 成為女主角吧!（徳永千奈美 Album Ver.）
4. 成為女主角吧!（須藤茉麻 Album Ver.）
5. 成為女主角吧!（夏燒雅 Album Ver.）
6. 成為女主角吧!（熊井友理奈 Album Ver.）
7. 成為女主角吧!（菅谷梨沙子 Album Ver.）
8. 成為女主角吧!（Live Ver.）